# Schichau Unterweser

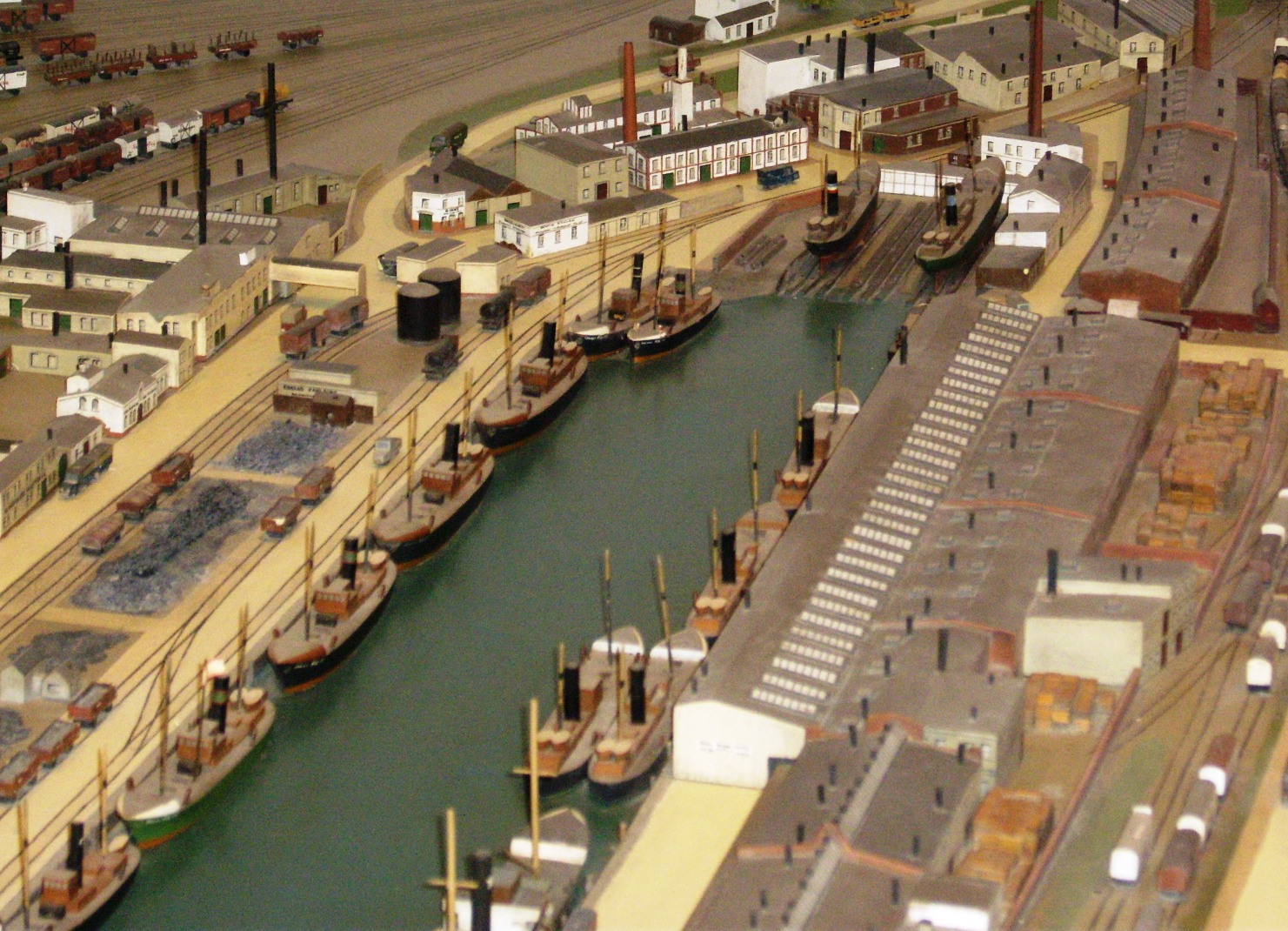
Modell der SUAG Slipanlage im Fischereihafen Ostufer

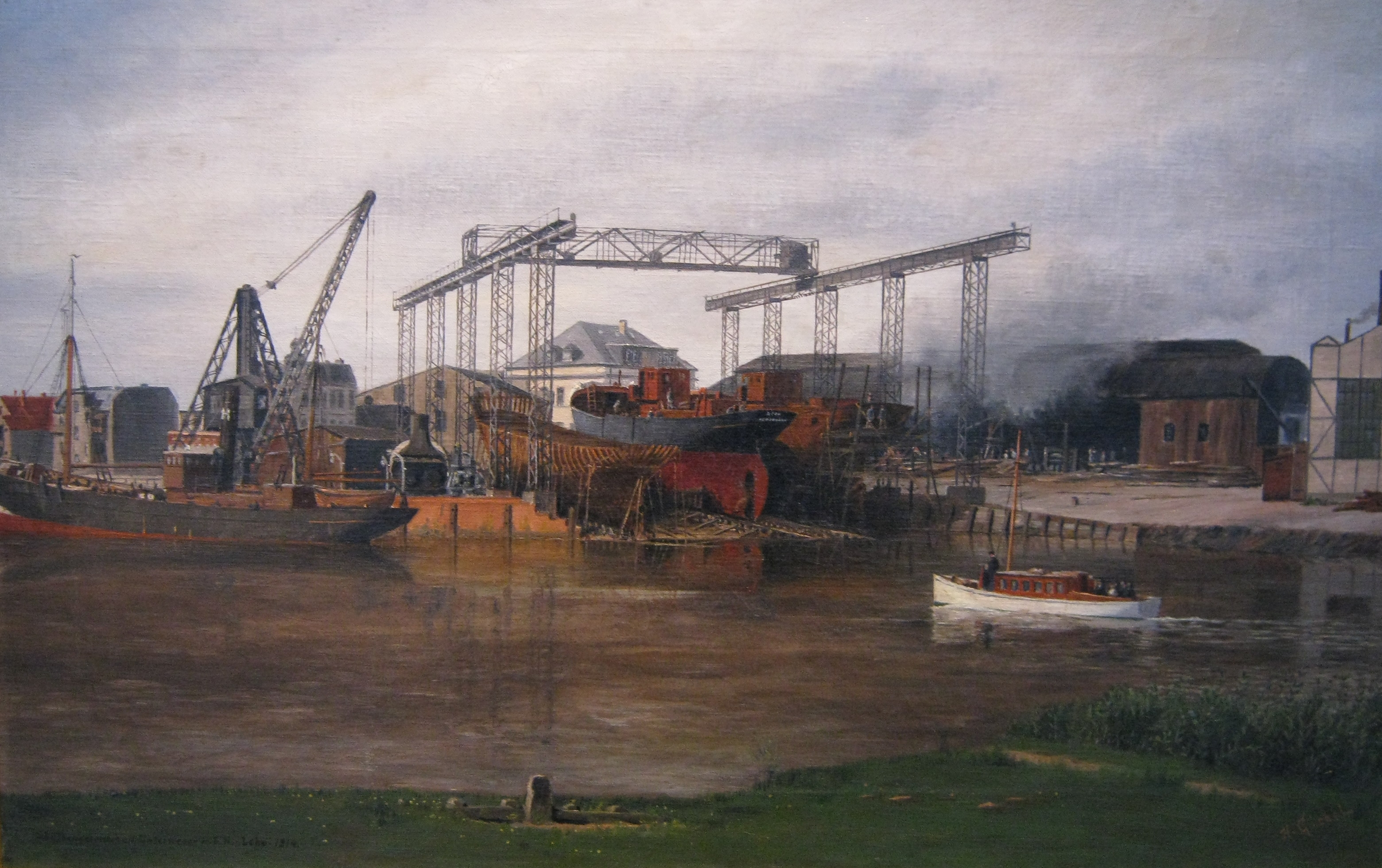
Die Roon war ein 1914 von der Werft Schiffbaugesellschaft Unterweser fertiggestellter Fischdampfer. Das Schiff trug die Baunummer 0100 und wurde am 27. Juni 1914 an die Reederei Nordsee ausgeliefert

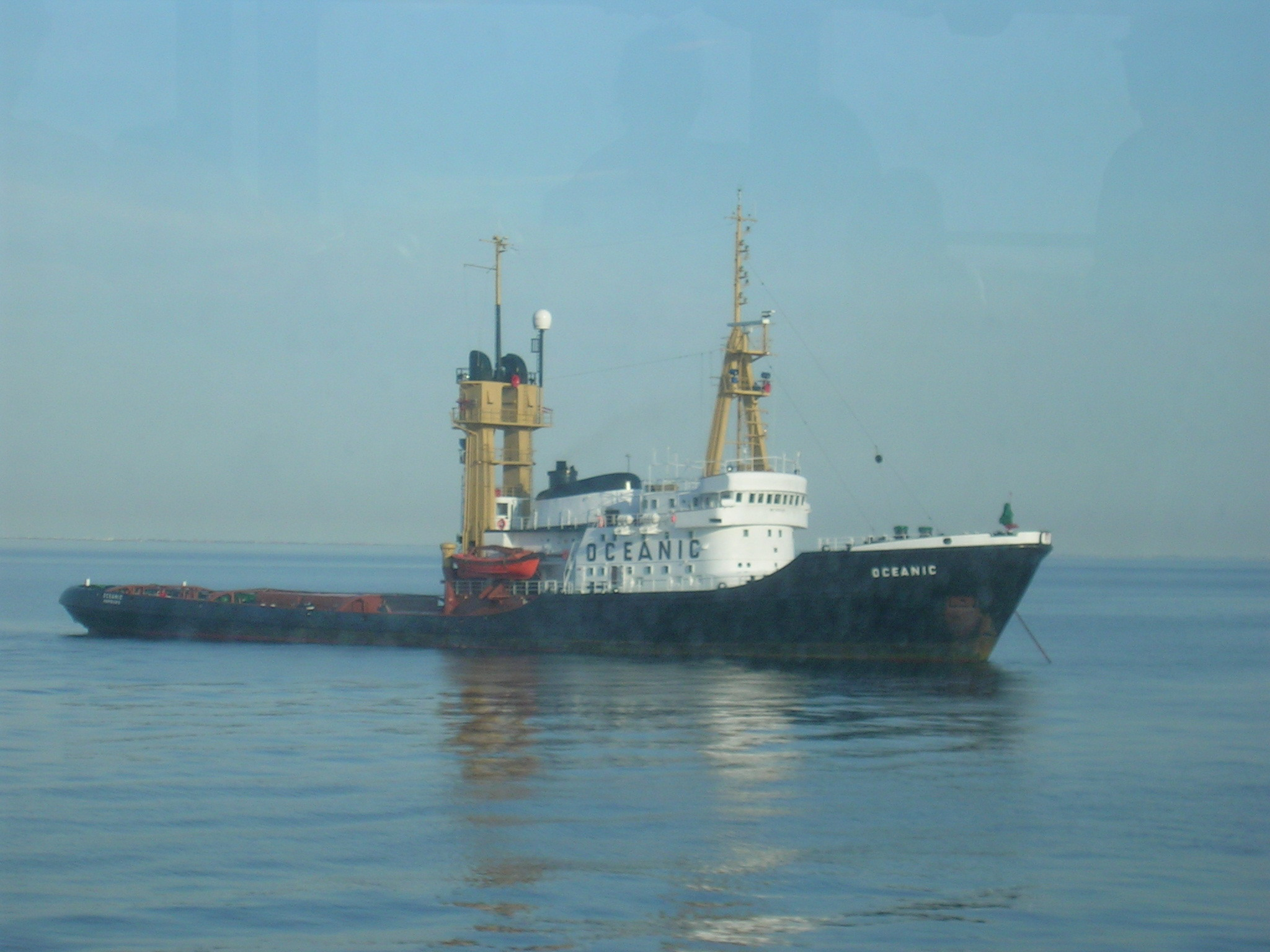
Die als Notschlepper eingesetzte Oceanic, 1969 von F. Schichau abgeliefert

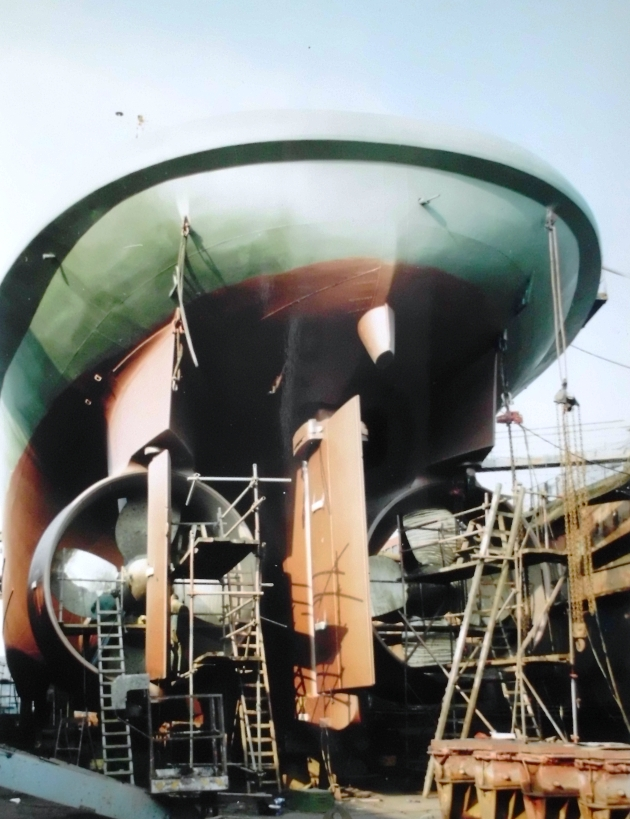
Bergungsschlepper Oceanic im Schwimmdock, Blick auf die Propeller und Ruder

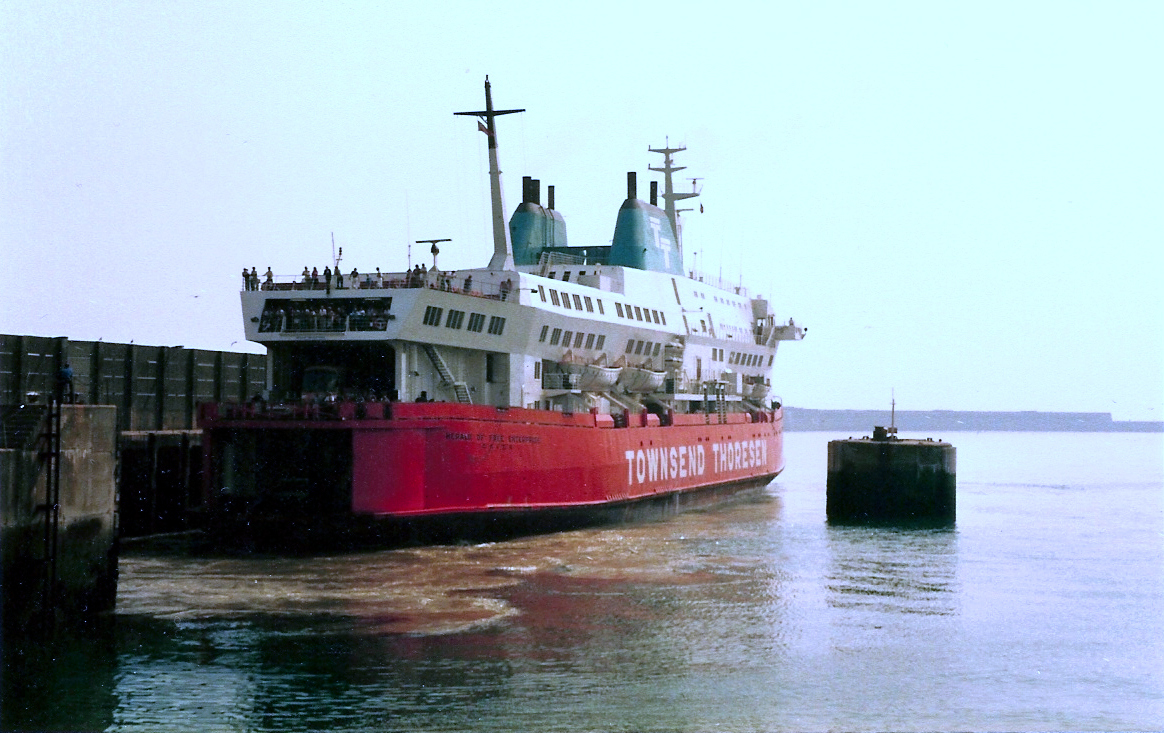
Die 1980 von Schichau Unterweser AG abgelieferte Herald of Free Enterprise 1984 in Dover

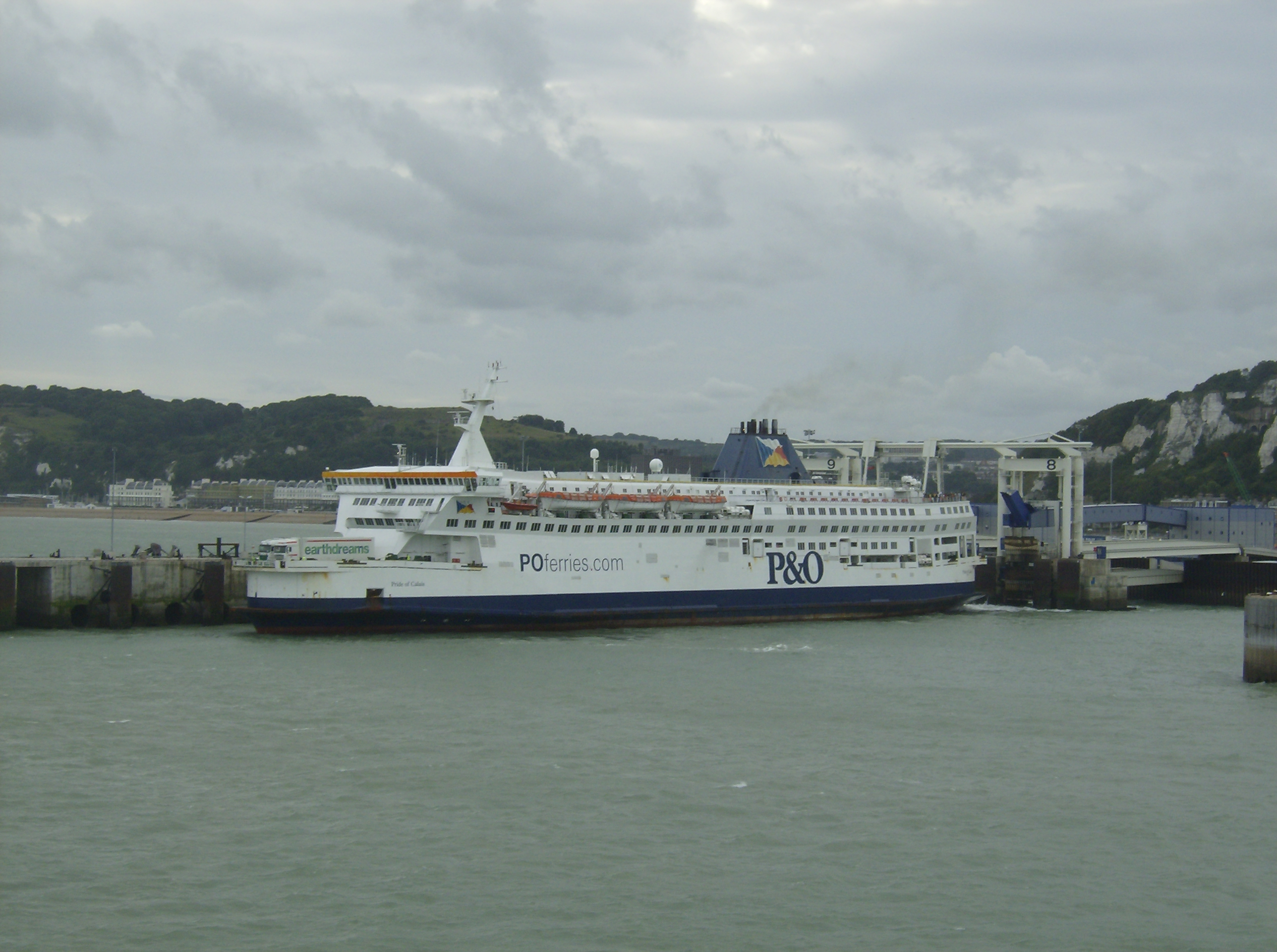
Die 1987 von Schichau Unterweser AG gebaute Pride of Calais in Dover

Der Bremerhavener Werftbetrieb Schichau Unterweser AG (SUAG) wurde im April 1945 als F. Schichau Aktiengesellschaft als Flüchtlingsbetrieb von Hermann Noë in Bremerhaven angesiedelt. Nach schwierigem Neuanfang entwickelte sich der Betrieb zu einer führenden Spezialwerft im Schlepperbau. Aufgrund der Werftenkrise fusionierte F. Schichau 1972 und 1988 und fand sich zuletzt, nach mehreren Insolvenzen, noch als „S“ im Namen der Nachfolgegesellschaft SSW Schichau Seebeck Shipyard GmbH.

## Unternehmensgeschichte

### Nachkriegszeit (1945–1949)
Hermann Noë war vorher der Generaldirektor der Schichau-Werke mit rund 43.000 Beschäftigten in Elbing, Danzig und Königsberg. Die Flucht aus Danzig gelang der Familie Noë im März 1945 mit einem zur Reparatur in der Werft liegenden Torpedoboot. Anfang 1945 wurden einige unfertige U-Boot- und Torpedobootrümpfe nach Bremerhaven geschleppt, doch der Weiterbau in den letzten Kriegsmonaten wurde nicht mehr realisiert. Mit den ehemaligen Beschäftigten der verlorenen Werften im Osten wurde der Betrieb in Bremerhaven am Neuen Hafen auf dem ehemaligen Areal des Bergungsunternehmers W. Schuchmann unter schwierigen Bedingungen aufgebaut. Anfangs wurden mit rund 300 Beschäftigten vorwiegend Stahlarbeiten und Reparaturen an Maschinen und Landmaschinen durchgeführt. Fischwagen für den Fischereihafen wurden gebaut, Lokomotiven und Straßenbahnen repariert, fotoelektrisch gesteuerte Brennschneidmaschinen wurden entwickelt, konstruiert, gebaut und unter dem Namen „Schichau Monopol“ vertrieben.
Nach Freigabe des Schiffbaus durch die Alliierten wurden kleine Schiffe gebaut, vorwiegend für die Fischerei. Da keine Helling oder Slipanlagen zur Verfügung standen, wurden die Schiffe u. a. mit dem Schwimmkran zu Wasser gelassen (Stapelhub). Erst später wurde ein provisorischer Querhelgen errichtet.

### Schwimmdock aus Danzig
Das rechtzeitig vor Ende des Krieges von Danzig nach Lübeck überführte Schwimmdock (100 Meter Länge, 28 Meter Breite, 3.000 t Tragfähigkeit) lag bei den Lübecker Flender Werken und wurde unter der TNC -Nummer 57 England zugesprochen. Die Bundesregierung kaufte es mit anderen Schwimmdocks von England zurück und nach langen und schwierigen Verhandlungen wurde es 1953 an die F. Schichau AG zurückgegeben. Es erhielt seinen Standort im Bremerhavener Kaiserhafen III am Südende der Bananenkaje und diente besonders für Schiffsreparaturen, wurde jedoch auch von anderen Bremerhavener Werften für Schiffsverlängerungen genutzt. 1968 wurde das Dock um 24 Meter verlängert und erhielt einen Kran. Die Verlängerung entstand bei der Seebeckwerft. Das Dock und die Verlängerung wurden in einem Trockendock des technischen Betriebes des Norddeutschen Lloyd zusammengesetzt, das Dock kann seitdem 4.000 t heben.

### Schlepperbau (1969)
Die F. Schichau AG konnte nicht an die Geschichte und großen Erfolge des Vorgängers „Schichau Werke“ anknüpfen, die von 1837 bis 1945 durch anspruchsvolle Produkte, gute Geschäftspolitik, Wachstum aber auch durch den Kauf anderer Firmen zu einem riesigen Unternehmen expandierte. Andererseits galt sie Anfang der 60er Jahre als die führende Spezialwerft für den Schlepperbau. Von den zwischen 1945 und 1972 gebauten 123 Schiffen waren 104 Schlepper.
Die weltweit stärksten Bergungsschlepper wie die Pacific (1962–2001), Oceanic (Ablieferung 1969) und Arctic (Ablieferung 1969) wurden hier gebaut und als Hochsee- und Bergungsschlepper eingesetzt. Sie hatten eine Antriebsleistung von 10.000 PS, die später durch Einbau neuer Antriebsanlagen auf 13.000 PS erhöht wurde. Sie wurden von der Bugsier Reederei Hamburg (Schuchmann) vorwiegend als Bergungsschlepper eingesetzt. Die Arctic wurde 1994 zur Jacht umgebaut und heißt seitdem Arctic P.

### Fusion (1972)
Die Werftenkrise Anfang der 70er-Jahre führte bei vielen Werften zu großen Schwierigkeiten, einige mussten schließen, andere fusionierten. Die ebenfalls in Bremerhaven beheimatete Schiffbau-Gesellschaft Unterweser GmbH, 1903 als Schiffswerft Delphin Riedemann & Co gegründet und 1910 in Schiffbau-Gesellschaft Unterweser GmbH umbenannt, hatte sich auf den Bau von Fischereifahrzeugen, Fähren und Spezialschiffen konzentriert. Mit dieser ging die F. Schichau AG 1972 eine Fusion ein und nannte sich Schichau Unterweser AG, abgekürzt SUAG. Fortan wurden vorwiegend Fährschiffe (z. B. Pride of Calais), Bohrinselversorger, Schwimmbagger und andere Spezialschiffe gebaut.

### Eingliederung in den Vulkan Verbund und Fusion mit Seebeck (1984)
Die Fusionsbestrebungen im Deutschen Schiffbau setzten sich fort und die SUAG wurde 1984 in den Vulkan-Verbund eingegliedert und dort 1988 mit der Seebeckwerft AG zur Schichau-Seebeckwerft AG vereinigt.

## Bekannte Schiffe der Werft (Auswahl)
- Corinna Drescher, Containerschiff von 1978
- Arctic, Bergungsschlepper von 1969
- Oceanic, Bergungsschlepper von 1969
- Pacific, Hochseeschlepper von 1962
- Herald of Free Enterprise, RoRo-Fähre von 1980, bekannt durch die Havarie 1987
- European Gateway, RoRo-Fracht- und Fährschiff von 1975
- Helgoland und Fehmarn der Helgoland-Klasse, Bergungsschlepper von 1966
- Wangerooge, Spiekeroog, Langeoog, Baltrum Norderney und Juist der Wangerooge-Klasse, Seeschlepper der Deutschen Marine von 1968 bis 1971
- Victor Hensen, Forschungsschiff von 1975